# Pokrzywnica (powiat pilski)
Pokrzywnica – wieś krajeńska w Polsce położona w województwie wielkopolskim, w powiecie pilskim, w gminie Szydłowo. Znajduje się tu również placówka Ochotniczej Straży Pożarnej.

## Historia
Nazwa wsi pochodzi od strugi o nazwie Pokrzywniczka, która jest prawym dopływem Noteci. Jej źródła leżą koło wsi Nowy Dwór, około 15 km na północny zachód od Piły, a jej ujście znajduje się koło Stobna.
W źródłach jako pierwsza pojawia się nazwa strugi Pokrzywniczka. W 1565 odnotowano ją we fragmencie na strudze Pokrziwniczki. Miejscowość została założona w XVI wieku. W 1592 po raz pierwszy pojawia się nazwa nowo utworzonej wsi Pokrzywnicza. Wieś oraz młyn o nazwie Pokrzywnica zostały założone w 1592 na terenie starostwa ujskiego. Tego roku na gruntach tej wsi zebrała się komisja rewizorów, dokonująca rozgraniczenia starostw wałeckiego oraz ujskiego.
Pod koniec XVI wieku miejscowość była wsią królewską i należała do starostwa ujskiego w powiecie poznańskim województwa poznańskiego w Korony Królestwa Polskiego części Rzeczypospolitej Obojga Narodów.
W 1793 w wyniku rozbiorów Polski miejscowość przeszła w posiadanie Prus i jak cała Wielkopolska znalazła się w zaborze pruskim.
W latach 1975–1998 miejscowość należała administracyjnie do województwa pilskiego.

## Zabytki
We wsi znajduje się kościół filialny pw. Św. Michała Archanioła wybudowany w latach 1856–1858, w stylu neogotyckim, konsekrowany w 1858 roku.